# NGC 7606
NGC 7606 é uma galáxia espiral (Sb) localizada na direcção da constelação de Aquarius. Possui uma declinação de -08° 29' 11" e uma ascensão recta de 23 horas, 19 minutos e 04,8 segundos.
A galáxia NGC 7606 foi descoberta em 28 de Setembro de 1785 por William Herschel.